# سرمایه‌داری دولتی

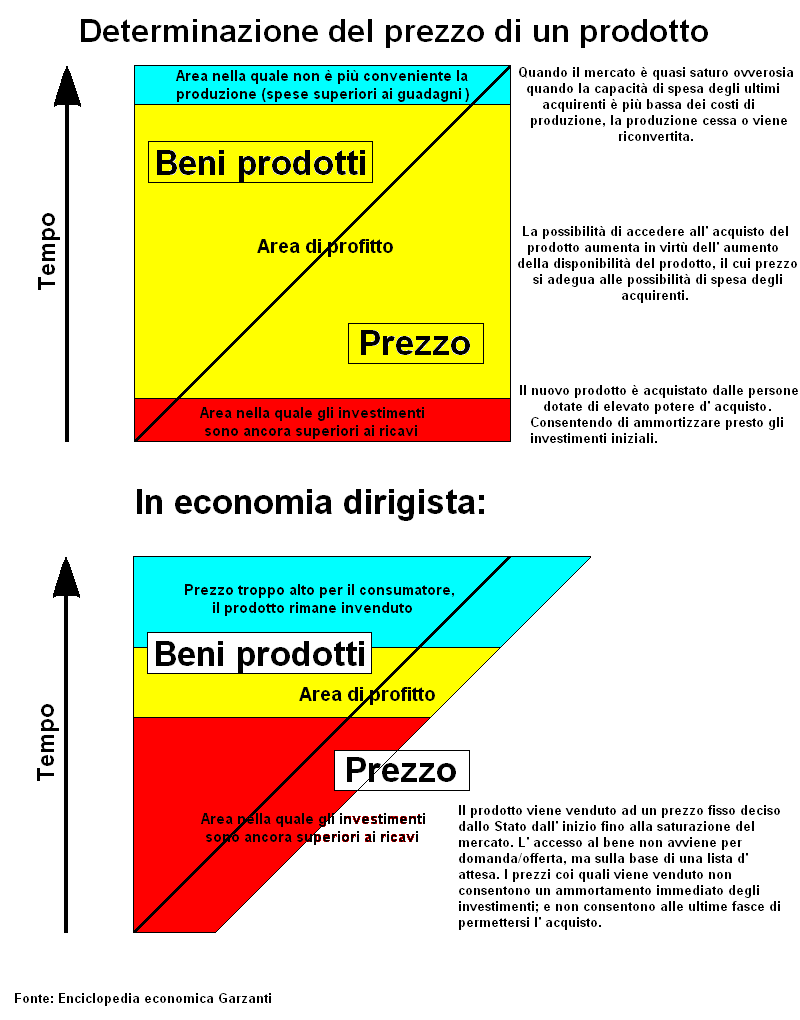
سرمایه‌داری دولتی

سرمایه‌داری دولتی معانی متفاوتی دارد، اما عمدتاً به جامعه‌ای اشاره دارد که در آن نیروهای مولد توسط دولت و با مشی‌ای سرمایه‌داری کنترل و هدایت می‌شوند، حتی اگر آن دولت خود را سوسیالیست بخواند.
هرچند این کلمه از طرف متفکرانی چپ‌گرایی مانند کمونیست هلندی آنتون پانه کوک در مورد کشورهایی مثل اتحاد شوروی به صورت یک انتقاد بنیادی، به کار می‌رفت ولی دامنه استفاده از این کلمه در مورد کشورهایی مانند ژاپن و چین و حتی برزیل هم می‌باشد که گمرکات خود را به روی خدمات و کالاهای تولیدی خارجی می‌بندد تا موجب رونق در تولیدات ملی خود شوند.
بسیاری از کارشناسان اقتصادی طرفدار لیبرالیسم اقتصادی، اقتصاد ایران را از نوع سرمایه‌داری دولتی نفتی ایدئولوژیک می‌دانند. برخی از کارشناسان اقتصادی با گرایش چپ نیز معتقدند اقتصاد ایران از نوع سرمایه‌داری دولتی است و عنوان می‌کنند که تناقض ذاتی سرمایه‌داری دولتی نوعی تباهی است و ریشه طبقاتی به وجود آورنده آن را خرده‌بورژوازی دانسته واین نوع اقتصاد را ناپویا می‌نامند و معتقدند مختل‌کننده پویایی تاریخی است. ولی این موضوع با توجه به سازوکار اقتصادی ایران که بر مبنای فروش نفت و واردات کالا می‌باشد جای شک و شبهه دارد چون با درونمایه تفکر سرمایه‌داری دولتی که جلوگیری از واردات به منظور رسیدن به رونق در صنایع داخلی است، منافات داشته و با نظرات برخی از متفکران با گرایش چپ و سندیکالیسم مانند گونتر هیدن متناقض است. گونتر هیدن از سه نوع مختلف سرمایه‌داری دولتی نام می‌برد که با وضعیت کنونی اقتصاد ایران سازگاری ندارد: سرمایه‌داری دولتی با شیوه تولید سرمایه‌داری که دولت به مثابه سرمایه‌دار بزرگ جای سرمایه داران منفرد را می‌گیرد
1. دوره گذار از سرمایه‌داری به سوسیالیسم، فرم دیگری از سرمایه‌داری دولتی که در کشورهای سوسیالیستی به وجود می‌آید
2. با فروپاشی سیستم استعماری و پیدایش دولت‌های ملی در این کشورها نیز فرم دیگری از سرمایه‌داری دولتی تشکیل می‌شود. دولت‌های ملی در این جور کشورها، تا حد معینی عملکردهای اقتصادی را نیز به عهده می‌گیرند، کارخانجات و رشته‌های صنعتی را ملی می‌کنند، به تأسیس کارخانجات جدید اقدام می‌کنند، به اقتصاد کشور سر و سامان می‌دهند و غیره

هرچند که با تفسیر جدید از اصل ۴۴ قانون اساسی، هشتاد درصد سهام بخش‌های دولتی به بخش خصوصی واگذار شد و با وجود انتقادات شدید در نحوه واگذاری سهام بخش‌های دولتی، اقتصاد ایران وارد مرحله جدیدی شد که دیگر نمی‌توان آن را حداقل در بسیاری از بخش‌های اقتصادی، سرمایه‌داری دولتی نامید ولی با توجه به این اصل که بخش مهمی از تولید ناخالص ملی ایران در گرو صنایع نفت و گاز می‌باشد و این صنایع در ایران نمی‌تواند غیردولتی باشد، این تناقض آشکار رخ می‌نماید که اصولأ می‌توان در کشوری با سازو کار اقتصادی ایران از اقتصاد غیردولتی حتی صحبت نمود.